# 达尔伊夫卡市镇
达尔伊夫卡乡级市镇（烏克蘭語：Дар'ївська сільська громада），是乌克兰赫尔松州赫尔松区的一个市镇，行政中心为达尔伊夫卡。市镇面积为442平方公里，人口数量为13,909人（2017年）。

## 聚居点
该市镇包括15个村庄：
- 达尔伊夫卡
- 因胡莱茨
- 扎里奇內
- 亞斯納波利亞納
- 米基利斯凱
- 波尼亞蒂夫卡
- 托卡里夫卡
- 伊万尼夫卡
- 新佳亨卡
- 費多里夫卡
- 烏里揚諾夫卡
- 利馬內茨
- 因胡利夫卡
- 維特羅韋
- 柴基內